# Volleyball Nations League 2018 (damer)
Volleyball Nations League 2018 utspelade sig mellan 15 maj och 1 juli 2018. Det var den första upplagan av turneringen, som ersatte FIVB World Grand Prix (vars sista upplaga var FIVB World Grand Prix 2017). I turneringen  deltog 16 landslag. USA vann genom att besegra Turkiet i finalen. Michelle Bartsch, USA, utsågs till mest värdefulla spelare.

## Regelverk

### Format
- Turneringen genomfördes genom ett gruppspel med samtliga lag följt av ett gruppspel med de sex främsta lagen, följt av slutspel mellan de fyra främsta.
- I gruppspelet möte alla lag alla. Gruppspelet spelades på ett stort antal platser. De fem första samt organisatören av de sista spelomgångarna gick vidare till en andra gruppspelsfas. De sista laget åkte ur tävlingen till nästa upplaga. Dock var lagen uppdelade i två kategorier: kärn- respektive utmanarkategorin och enbart lagen i utmanarkategorin (Argentina, Belgien, Dominikanska republiken och Polen) riskerade att åka ur.
- Den andra gruppspelsfasen bestod av två grupper om tre lag i varje, där åter alla mötte alla. De två bästa i varje grupp gick vidare till slutspel i cupformat.
- Slutspelsfasen bestod av semifinal, match om tredjepris och final. Alla möten spelades som en direkt avgörande match.

### Metod för att bestämma tabellplacering
Vid setsiffrorna 3-0 och 3-1 tilldelades det vinnande laget 3 poäng och det förlorande laget 0 poäng, med setsiffrorna 3-2  tilldelades det vinnande laget 2 poäng och det förlorande laget 1 poäng)
Rangordningen bestämdes utifrån (i tur och ordning):
- Antal vunna matcher
- Poäng
- Förhållandet mellan vunna/förlorade set
- Förhållandet mellan vunna/förlorade bollpoäng
- Inbördes möten.

## Deltagande lag
| Lag                     | Turnering |
| ----------------------- | --------- |
| Argentina               | Wild card |
| Belgien                 | Wild card |
| Brasilien               | Wild card |
| Kina                    | Wild card |
| Sydkorea                | Wild card |
| Tyskland                | Wild card |
| Japan                   | Wild card |
| Italien                 | Wild card |
| Nederländerna           | Wild card |
| Polen                   | Wild card |
| Dominikanska republiken | Wild card |
| Ryssland                | Wild card |
| Serbien                 | Wild card |
| USA                     | Wild card |
| Thailand                | Wild card |
| Turkiet                 | Wild card |

## Turneringen

### Gruppspelsfasen

#### Första veckan
| Grupp 1       | Grupp 2                 | Grupp 3 | Grupp 4   |
| ------------- | ----------------------- | ------- | --------- |
| Argentina     | Belgien                 | Italien | Brasilien |
| Nederländerna | Kina                    | Polen   | Tyskland  |
| Ryssland      | Sydkorea                | USA     | Japan     |
| Thailand      | Dominikanska republiken | Turkiet | Serbien   |

##### Grupp 1
| 15 maj 2018 Team Sports Palace, Jekaterinburg Speltid: 1h:17 - Åskådare: 1 850 | Thailand  | 0 - 3 | Nederländerna | 20-25, 24-26, 13-25        |
| 15 maj 2018 Team Sports Palace, Jekaterinburg Speltid: 1h:35 - Åskådare: 4 110 | Ryssland  | 3 - 1 | Argentina     | 20-25, 25-13, 25-13, 25-22 |
| 16 maj 2018 Team Sports Palace, Jekaterinburg Speltid: 1h:33 - Åskådare: 1 560 | Argentina | 1 - 3 | Nederländerna | 25-22, 19-25, 8-25, 18-25  |
| 16 maj 2018 Team Sports Palace, Jekaterinburg Speltid: 1h:50 - Åskådare: 5 040 | Ryssland  | 3 - 1 | Thailand      | 25-23, 13-25, 25-18, 30-28 |
| 17 maj 2018 Team Sports Palace, Jekaterinburg Speltid: 1h:12 - Åskådare: 1 610 | Argentina | 0 - 3 | Thailand      | 17-25, 17-25, 16-25        |
| 17 maj 2018 Team Sports Palace, Jekaterinburg Speltid: 1h:20 - Åskådare: 5 430 | Ryssland  | 0 - 3 | Nederländerna | 22-25, 20-25, 25-27        |

##### Grupp 2
| 15 maj 2018 Beilun Gymnasium, Ningbo Speltid: 1h:25 - Åskådare: 3 000 | Belgien                 | 3 - 0 | Sydkorea                | 25-18, 25-22, 25-21               |
| 15 maj 2018 Beilun Gymnasium, Ningbo Speltid: 1h:14 - Åskådare: 7 600 | Kina                    | 3 - 0 | Dominikanska republiken | 25-17, 25-15, 25-11               |
| 16 maj 2018 Beilun Gymnasium, Ningbo Speltid: 2h:23 - Åskådare: 0     | Dominikanska republiken | 2 - 3 | Sydkorea                | 24-26, 27-25, 25-21, 14-25, 12-15 |
| 16 maj 2018 Beilun Gymnasium, Ningbo Speltid: 1h:14 - Åskådare: 7 500 | Kina                    | 3 - 0 | Belgien                 | 25-14, 25-20, 25-13               |
| 17 maj 2018 Beilun Gymnasium, Ningbo Speltid: 2h:05 - Åskådare: 1 800 | Dominikanska republiken | 2 - 3 | Belgien                 | 16-25, 25-18, 18-25, 25-19        |
| 17 maj 2018 Beilun Gymnasium, Ningbo Speltid: 1h:17 - Åskådare: 7 600 | Kina                    | 0 - 3 | Sydkorea                | 15-25, 15-25, 13-25               |

##### Grupp 3
| 15 maj 2018 Bob Devaney Sports Center, Lincoln Speltid: 1h:28 - Åskådare: 2 000 | Turkiet | 3 - 0 | Italien | 25-21, 25-21, 25-20               |
| 15 maj 2018 Bob Devaney Sports Center, Lincoln Speltid: 2h:36 - Åskådare: 5 000 | USA     | 3 - 1 | Polen   | 28-26, 25-22, 22-25, 25-15        |
| 16 maj 2018 Bob Devaney Sports Center, Lincoln Speltid: 2h:06 - Åskådare: 2 000 | Polen   | 3 - 2 | Italien | 21-25, 25-14, 19-25, 25-17, 15-12 |
| 16 maj 2018 Bob Devaney Sports Center, Lincoln Speltid: 2h:24 - Åskådare: 5 200 | USA     | 2 - 3 | Turkiet | 26-28, 19-25, 25-20, 26-24, 14-16 |
| 17 maj 2018 Bob Devaney Sports Center, Lincoln Speltid: 1h:27 - Åskådare: 2 500 | Turkiet | 3 - 0 | Polen   | 25-21, 25-17, 25-23               |
| 17 maj 2018 Bob Devaney Sports Center, Lincoln Speltid: 1h:21 - Åskådare: 5 000 | USA     | 3 - 0 | Italien | 25-21, 25-18, 25-21               |

##### Grupp 4
| 15 maj 2018 Ginásio José Corrêa, Barueri Speltid: 1h:57 - Åskådare: 3 600 | Brasilien | 1 - 3 | Tyskland | 25-15, 22-25, 18-25, 20-25 |
| 15 maj 2018 Ginásio José Corrêa, Barueri Speltid: 1h:17 - Åskådare: 500   | Japan     | 0 - 3 | Serbien  | 18-25, 17-25, 22-25        |
| 16 maj 2018 Ginásio José Corrêa, Barueri Speltid: 2h:02 - Åskådare: 3 200 | Brasilien | 3 - 1 | Japan    | 22-25, 25-18, 25-23, 25-11 |
| 16 maj 2018 Ginásio José Corrêa, Barueri Speltid: 1h:19 - Åskådare: 550   | Tyskland  | 0 - 3 | Serbien  | 16-25, 21-25, 17-25        |
| 17 maj 2018 Ginásio José Corrêa, Barueri Speltid: 1h:57 - Åskådare: 5 000 | Brasilien | 3 - 1 | Serbien  | 23-25, 25-22, 25-14, 25-21 |
| 17 maj 2018 Ginásio José Corrêa, Barueri Speltid: 1h:58 - Åskådare: 800   | Tyskland  | 1 - 3 | Japan    | 21-25, 23-25, 25-21, 17-25 |

#### Tvåa veckan
| Grupp 5       | Grupp 6  | Grupp 7  | Grupp 8                 |
| ------------- | -------- | -------- | ----------------------- |
| Belgien       | Sydkorea | Kina     | Argentina               |
| Japan         | Tyskland | Polen    | Brasilien               |
| Nederländerna | Italien  | Serbien  | Dominikanska republiken |
| USA           | Ryssland | Thailand | Turkiet                 |

##### Grupp 5
| 22 maj 2018 Sky Hall Toyota, Toyota Speltid: 2h:16 - Åskådare: 1 200 | Belgien       | 2 - 3 | Nederländerna | 25-21, 19-25, 25-23, 29-31, 10-15 |
| 22 maj 2018 Sky Hall Toyota, Toyota Speltid: 1h:20 - Åskådare: 4 500 | Japan         | 0 - 3 | USA           | 20-25, 16-25, 23-25               |
| 23 maj 2018 Sky Hall Toyota, Toyota Speltid: 1h:27 - Åskådare: 950   | Nederländerna | 0 - 3 | USA           | 19-25, 21-25, 23-25               |
| 23 maj 2018 Sky Hall Toyota, Toyota Speltid: 1h:17 - Åskådare: 3 500 | Japan         | 3 - 0 | Belgien       | 25-19, 25-20, 25-19               |
| 24 maj 2018 Sky Hall Toyota, Toyota Speltid: 1h:08 - Åskådare: 1 100 | Belgien       | 0 - 3 | USA           | 11-25, 18-25, 17-25               |
| 24 maj 2018 Sky Hall Toyota, Toyota Speltid: 1h:25 - Åskådare: 4 900 | Japan         | 0 - 3 | Nederländerna | 18-25, 18-25, 21-25               |

##### Grupp 6
| 22 maj 2018 Suwon Gymnasium, Suwon Speltid: 1h:24 - Åskådare: 2 400 | Italien  | 0 - 3 | Ryssland | 24-26, 12-25, 23-25        |
| 22 maj 2018 Suwon Gymnasium, Suwon Speltid: 2h:05 - Åskådare: 4 500 | Sydkorea | 3 - 1 | Tyskland | 23-25, 26-24, 25-16, 25-16 |
| 23 maj 2018 Suwon Gymnasium, Suwon Speltid: 1h:24 - Åskådare: 1 466 | Italien  | 3 - 0 | Tyskland | 25-22, 25-18, 25-20        |
| 23 maj 2018 Suwon Gymnasium, Suwon Speltid: 1h:22 - Åskådare: 3 734 | Sydkorea | 3 - 0 | Ryssland | 25-19, 25-14, 25-17        |
| 24 maj 2018 Suwon Gymnasium, Suwon Speltid: 1h:47 - Åskådare: 1 512 | Tyskland | 1 - 3 | Ryssland | 25-19, 21-25, 15-25, 23-25 |
| 24 maj 2018 Suwon Gymnasium, Suwon Speltid: 1h:21 - Åskådare: 3 825 | Sydkorea | 0 - 3 | Italien  | 17-25, 21-25, 21-25        |

##### Grupp 7
| 22 maj 2018 Fórum de Macau, Macao Speltid: 1h:57 - Åskådare: 2 780 | Thailand | 1 - 3 | Serbien  | 18-25, 23-25, 25-19, 19-25        |
| 22 maj 2018 Fórum de Macau, Macao Speltid: 2h:15 - Åskådare: 3 790 | Kina     | 2 - 3 | Polen    | 25-18, 17-25, 18-25, 25-22, 12-15 |
| 23 maj 2018 Fórum de Macau, Macao Speltid: 1h:57 - Åskådare: 2 310 | Polen    | 1 - 3 | Serbien  | 25-20, 25-27, 24-26, 15-25        |
| 23 maj 2018 Fórum de Macau, Macao Speltid: 1h:51 - Åskådare: 3 470 | Kina     | 3 - 1 | Thailand | 25-23, 26-24, 22-25, 25-17        |
| 24 maj 2018 Fórum de Macau, Macao Speltid: 2h:29 - Åskådare: 3 960 | Polen    | 2 - 3 | Thailand | 22-25, 25-21, 23-25, 25-21, 14-16 |
| 24 maj 2018 Fórum de Macau, Macao Speltid: 1h:50 - Åskådare: 4 090 | Kina     | 1 - 3 | Serbien  | 25-21, 23-25, 21-25, 17-25        |

##### Grupp 8
| 22 maj 2018 Başkent Voleybol Salonu, Ankara Speltid: 1h:37 - Åskådare: 410   | Argentina               | 0 - 3 | Dominikanska republiken | 24-26, 24-26, 19-25        |
| 22 maj 2018 Başkent Voleybol Salonu, Ankara Speltid: 2h:05 - Åskådare: 2 430 | Turkiet                 | 1 - 3 | Brasilien               | 17-25, 19-25, 25-23, 21-25 |
| 23 maj 2018 Başkent Voleybol Salonu, Ankara Speltid: 1h:13 - Åskådare: 279   | Brasilien               | 3 - 0 | Argentina               | 25-9, 25-21, 25-14         |
| 23 maj 2018 Başkent Voleybol Salonu, Ankara Speltid: 1h:57 - Åskådare: 1 990 | Turkiet                 | 3 - 1 | Dominikanska republiken | 25-20, 17-25, 25-20, 25-19 |
| 24 maj 2018 Başkent Voleybol Salonu, Ankara Speltid: 1h:19 - Åskådare: 235   | Dominikanska republiken | 0 - 3 | Brasilien               | 20-25, 10-25, 13-25        |
| 24 maj 2018 Başkent Voleybol Salonu, Ankara Speltid: 1h:20 - Åskådare: 3 145 | Turkiet                 | 3 - 0 | Argentina               | 25-16, 25-16, 25-19        |

#### Trea veckan
| Grupp 9       | Grupp 10 | Grupp 11                | Grupp 12  |
| ------------- | -------- | ----------------------- | --------- |
| Brasilien     | Belgien  | Tyskland                | Argentina |
| Sydkorea      | Ryssland | Dominikanska republiken | Kina      |
| Nederländerna | Serbien  | USA                     | Japan     |
| Polen         | Turkiet  | Thailand                | Italien   |

##### Grupp 9
| 29 maj 2018 Omnisport Apeldoorn, Apeldoorn Speltid: 2h:01 - Åskådare: 470   | Sydkorea      | 1 - 3 | Brasilien | 11-25, 14-25, 33-31, 20-25 |
| 29 maj 2018 Omnisport Apeldoorn, Apeldoorn Speltid: 1h:35 - Åskådare: 1 650 | Nederländerna | 3 - 0 | Polen     | 25-22, 25-22, 27-25        |
| 30 maj 2018 Omnisport Apeldoorn, Apeldoorn Speltid: 1h:29 - Åskådare: 860   | Polen         | 0 - 3 | Brasilien | 20-25, 20-25, 23-25        |
| 30 maj 2018 Omnisport Apeldoorn, Apeldoorn Speltid: 1h:11 - Åskådare: 2 700 | Nederländerna | 3 - 0 | Sydkorea  | 25-18, 25-10, 25-12        |
| 31 maj 2018 Omnisport Apeldoorn, Apeldoorn Speltid: 1h:15 - Åskådare: 2 450 | Sydkorea      | 0 - 3 | Polen     | 11-25, 15-25, 16-25        |
| 31 maj 2018 Omnisport Apeldoorn, Apeldoorn Speltid: 1h:58 - Åskådare: 4 600 | Nederländerna | 1 - 3 | Brasilien | 23-25, 24-26, 25-13, 22-25 |

##### Grupp 10
| 29 maj 2018 Hala sportova u Kraljevu, Kraljevo Speltid: 1h:20 - Åskådare: 450   | Belgien  | 0 - 3 | Turkiet  | 19-25, 18-25, 24-26               |
| 29 maj 2018 Hala sportova u Kraljevu, Kraljevo Speltid: 1h:20 - Åskådare: 4 400 | Serbien  | 3 - 0 | Ryssland | 25-23, 25-19, 25-18               |
| 30 maj 2018 Hala sportova u Kraljevu, Kraljevo Speltid: 2h:11 - Åskådare: 400   | Turkiet  | 2 - 3 | Ryssland | 23-25, 25-19, 25-23, 20-25, 11-15 |
| 30 maj 2018 Hala sportova u Kraljevu, Kraljevo Speltid: 1h:16 - Åskådare: 3 900 | Belgien  | 0 - 3 | Serbien  | 20-25, 16-25, 14-25               |
| 31 maj 2018 Hala sportova u Kraljevu, Kraljevo Speltid: 1h:52 - Åskådare: 300   | Ryssland | 3 - 1 | Belgien  | 25-21, 25-20, 23-25, 25-18        |
| 31 maj 2018 Hala sportova u Kraljevu, Kraljevo Speltid: 2h:17 - Åskådare: 4 400 | Turkiet  | 2 - 3 | Serbien  | 20-25, 25-22, 25-18, 23-25, 12-15 |

##### Grupp 11
| 29 maj 2018 Indo Satediam Hua Mak, Bangkok Speltid: 1h:13 - Åskådare: 5 050 | Tyskland                | 0 - 3 | USA                     | 18-25, 17-25, 17-25               |
| 29 maj 2018 Indo Satediam Hua Mak, Bangkok Speltid: 1h:21 - Åskådare: 6 760 | Thailand                | 0 - 3 | Dominikanska republiken | 21-25, 22-25, 20-25               |
| 30 maj 2018 Indo Satediam Hua Mak, Bangkok Speltid: 1h:21 - Åskådare: 3 900 | Dominikanska republiken | 0 - 3 | USA                     | 20-25, 23-25, 21-25               |
| 30 maj 2018 Indo Satediam Hua Mak, Bangkok Speltid: 2h:14 - Åskådare: 6 454 | Thailand                | 2 - 3 | Tyskland                | 23-25, 26-28, 25-23, 25-22, 10-15 |
| 31 maj 2018 Indo Satediam Hua Mak, Bangkok Speltid: 1h:48 - Åskådare: 3 650 | Dominikanska republiken | 1 - 3 | Tyskland                | 22-25, 15-25, 25-21, 12-25        |
| 31 maj 2018 Indo Satediam Hua Mak, Bangkok Speltid: 1h:09 - Åskådare: 6 980 | Thailand                | 0 - 3 | USA                     | 10-25, 22-25, 16-25               |

##### Grupp 12
| 29 maj 2018 Hong Kong Coliseum, Hong Kong Speltid: 2h:06 - Åskådare: 7 192  | Japan     | 3 - 2 | Italien   | 20-25, 25-23, 20-25, 25-23, 15-11 |
| 29 maj 2018 Hong Kong Coliseum, Hong Kong Speltid: 1h:13 - Åskådare: 0      | Kina      | 3 - 0 | Argentina | 25-22, 25-16, 25-12               |
| 30 maj 2018 Hong Kong Coliseum, Hong Kong Speltid: 1h:10 - Åskådare: 0      | Argentina | 0 - 3 | Italien   | 15-25, 16-25, 18-25               |
| 30 maj 2018 Hong Kong Coliseum, Hong Kong Speltid: 1h:20 - Åskådare: 10 065 | Kina      | 3 - 0 | Japan     | 25-21, 25-19, 25-17               |
| 31 maj 2018 Hong Kong Coliseum, Hong Kong Speltid: 1h:21 - Åskådare: 8 367  | Japan     | 3 - 0 | Argentina | 25-16, 25-21, 25-21               |
| 31 maj 2018 Hong Kong Coliseum, Hong Kong Speltid: 1h:41 - Åskådare: 10 065 | Kina      | 1 - 3 | Italien   | 18-25, 14-25, 25-16, 18-25        |

#### Quarta veckan
| Grupp 13                | Grupp 14  | Grupp 15 | Grupp 16  |
| ----------------------- | --------- | -------- | --------- |
| Italien                 | Brasilien | Sydkorea | Argentina |
| Nederländerna           | Kina      | Japan    | Belgien   |
| Dominikanska republiken | Ryssland  | Thailand | Tyskland  |
| Serbien                 | USA       | Turkiet  | Polen     |

##### Grupp 13
| 5 juni 2018 Topsportcentrum Rotterdam, Rotterdam Speltid: 2h:00 - Åskådare: 700   | Italien                 | 3 - 2 | Serbien                 | 19-25, 25-21, 25-21, 18-25, 15-13 |
| 5 juni 2018 Topsportcentrum Rotterdam, Rotterdam Speltid: 1h:27 - Åskådare: 1 500 | Nederländerna           | 3 - 0 | Dominikanska republiken | 25-22, 25-21, 25-18               |
| 6 juni 2018 Topsportcentrum Rotterdam, Rotterdam Speltid: 1h:18 - Åskådare: 900   | Serbien                 | 3 - 0 | Dominikanska republiken | 25-19, 25-20, 25-13               |
| 6 juni 2018 Topsportcentrum Rotterdam, Rotterdam Speltid: 2h:05 - Åskådare: 2 200 | Nederländerna           | 2 - 3 | Italien                 | 25-18, 23-25, 25-19, 15-25, 8-15  |
| 7 juni 2018 Topsportcentrum Rotterdam, Rotterdam Speltid: 1h:19 - Åskådare: 700   | Dominikanska republiken | 0 - 3 | Italien                 | 18-25, 15-25, 20-25               |
| 7 juni 2018 Topsportcentrum Rotterdam, Rotterdam Speltid: 2h:20 - Åskådare: 2 200 | Nederländerna           | 3 - 2 | Serbien                 | 15-25, 19-25, 29-27, 25-17, 20-18 |

##### Grupp 14
| 5 juni 2018 Jiangmen Sports Hall, Jiangmen Speltid: 1h:17 - Åskådare: 3 020 | Ryssland  | 0 - 3 | USA       | 14-25, 18-25, 18-25               |
| 5 juni 2018 Jiangmen Sports Hall, Jiangmen Speltid: 2h:23 - Åskådare: 6 500 | Kina      | 2 - 3 | Brasilien | 25-19, 23-25, 25-27, 25-10, 14-16 |
| 6 juni 2018 Jiangmen Sports Hall, Jiangmen Speltid: 1h:58 - Åskådare: 2 700 | USA       | 3 - 1 | Brasilien | 25-23, 26-28, 25-21, 25-18        |
| 6 juni 2018 Jiangmen Sports Hall, Jiangmen Speltid: 1h:28 - Åskådare: 8 050 | Kina      | 3 - 0 | Ryssland  | 25-21, 25-19, 25-22               |
| 7 juni 2018 Jiangmen Sports Hall, Jiangmen Speltid: 2h:14 - Åskådare: 2 460 | Brasilien | 3 - 2 | Ryssland  | 15-25, 25-21, 25-20, 19-25, 17-15 |
| 7 juni 2018 Jiangmen Sports Hall, Jiangmen Speltid: 1h:22 - Åskådare: 6 750 | Kina      | 0 - 3 | USA       | 20-25, 22-25, 20-25               |

##### Grupp 15
| 5 juni 2018 Korat Chatchai Hall, Nakhon Ratchasima Speltid: 1h:42 - Åskådare: 3 000 | Japan    | 1 - 3 | Turkiet  | 17-25, 23-25, 25-13, 11-25        |
| 5 juni 2018 Korat Chatchai Hall, Nakhon Ratchasima Speltid: 1h:50 - Åskådare: 4 600 | Thailand | 1 - 3 | Sydkorea | 16-25, 18-25, 25-20, 24-26        |
| 6 juni 2018 Korat Chatchai Hall, Nakhon Ratchasima Speltid: 1h:16 - Åskådare: 3 200 | Japan    | 3 - 0 | Sydkorea | 25-22, 25-14, 25-20               |
| 6 juni 2018 Korat Chatchai Hall, Nakhon Ratchasima Speltid: 1h:50 - Åskådare: 4 600 | Thailand | 1 - 3 | Turkiet  | 20-25, 28-30, 25-18, 19-25        |
| 7 juni 2018 Korat Chatchai Hall, Nakhon Ratchasima Speltid: 1h:21 - Åskådare: 3 100 | Sydkorea | 0 - 3 | Turkiet  | 19-25, 21-25, 23-25               |
| 7 juni 2018 Korat Chatchai Hall, Nakhon Ratchasima Speltid: 2h:14 - Åskådare: 4 600 | Thailand | 2 - 3 | Japan    | 25-19, 25-20, 17-25, 19-25, 20-22 |

##### Grupp 16
| 5 juni 2018 Hala Łuczniczka, Bydgoszcz Speltid: 1h:53 - Åskådare: 549   | Tyskland  | 3 - 1 | Belgien   | 25-19, 25-21, 22-25, 25-23 |
| 5 juni 2018 Hala Łuczniczka, Bydgoszcz Speltid: 1h:03 - Åskådare: 1 717 | Polen     | 3 - 0 | Argentina | 25-11, 25-14, 25-20        |
| 6 juni 2018 Hala Łuczniczka, Bydgoszcz Speltid: 1h:13 - Åskådare: 530   | Belgien   | 3 - 0 | Argentina | 25-22, 25-16, 25-14        |
| 6 juni 2018 Hala Łuczniczka, Bydgoszcz Speltid: 1h:43 - Åskådare: 2 530 | Polen     | 3 - 1 | Tyskland  | 25-21, 21-25, 25-20, 25-9  |
| 7 juni 2018 Hala Łuczniczka, Bydgoszcz Speltid: 1h:08 - Åskådare: 520   | Argentina | 0 - 3 | Tyskland  | 16-25, 13-25, 16-25        |
| 7 juni 2018 Hala Łuczniczka, Bydgoszcz Speltid: 1h:54 - Åskådare: 2 518 | Polen     | 3 - 1 | Belgien   | 22-25, 25-22, 27-25, 25-14 |

#### Quinta veckan
| Grupp 17      | Grupp 18                | Grupp 19  | Grupp 20  |
| ------------- | ----------------------- | --------- | --------- |
| Kina          | Tyskland                | Belgien   | Argentina |
| Tyskland      | Polen                   | Brasilien | Sydkorea  |
| Nederländerna | Dominikanska republiken | Italien   | Serbien   |
| Turkiet       | Ryssland                | Thailand  | USA       |

##### Grupp 17
| 12 juni 2018 Porsche-Arena, Stuttgart Speltid: 2h:13 - Åskådare: 1 012 | Turkiet  | 2 - 3 | Nederländerna | 11-25, 29-31, 25-16, 25-20, 10-15 |
| 12 juni 2018 Porsche-Arena, Stuttgart Speltid: 2h:29 - Åskådare: 1 338 | Tyskland | 2 - 3 | Kina          | 25-20, 27-25, 17-25, 23-25, 8-15  |
| 13 juni 2018 Porsche-Arena, Stuttgart Speltid: 1h:50 - Åskådare: 1 006 | Kina     | 1 - 3 | Nederländerna | 24-26, 25-17, 17-25, 21-25        |
| 13 juni 2018 Porsche-Arena, Stuttgart Speltid: 1h:46 - Åskådare: 1 359 | Tyskland | 1 - 3 | Turkiet       | 16-25, 15-25, 25-20, 19-25        |
| 14 juni 2018 Porsche-Arena, Stuttgart Speltid: 2h:01 - Åskådare: 1 022 | Kina     | 1 - 3 | Turkiet       | 26-28, 21-25, 25-20, 20-25        |
| 14 juni 2018 Porsche-Arena, Stuttgart Speltid: 1h:47 - Åskådare: 1 510 | Tyskland | 1 - 3 | Nederländerna | 21-25, 16-25, 26-24, 19-25        |

##### Grupp 18
| 12 juni 2018 Centrum Aqua Zdrój, Wałbrzych Speltid: 1h:16 - Åskådare: 570   | Ryssland                | 3 - 0 | Dominikanska republiken | 25-21, 25-20, 25-16               |
| 12 juni 2018 Centrum Aqua Zdrój, Wałbrzych Speltid: 2h:02 - Åskådare: 2 300 | Polen                   | 3 - 2 | Japan                   | 18-25, 25-15, 25-16, 21-25, 16-14 |
| 13 juni 2018 Centrum Aqua Zdrój, Wałbrzych Speltid: 2h:04 - Åskådare: 555   | Dominikanska republiken | 2 - 3 | Japan                   | 15-25, 25-14, 25-21, 27-29, 13-15 |
| 13 juni 2018 Centrum Aqua Zdrój, Wałbrzych Speltid: 1h:16 - Åskådare: 2 300 | Polen                   | 3 - 0 | Ryssland                | 25-21, 25-18, 25-15               |
| 14 juni 2018 Centrum Aqua Zdrój, Wałbrzych Speltid: 1h:56 - Åskådare: 474   | Ryssland                | 3 - 2 | Japan                   | 19-25, 25-14, 25-16, 23-25, 15-10 |
| 14 juni 2018 Centrum Aqua Zdrój, Wałbrzych Speltid: 1h:47 - Åskådare: 2 300 | Polen                   | 1 - 3 | Dominikanska republiken | 18-25, 25-16, 21-25, 20-25        |

##### Grupp 19
| 12 juni 2018 PalaSele, Eboli Speltid: 1h:55 - Åskådare: 1 500 | Brasilien | 3 - 1 | Belgien   | 25-15, 25-14, 21-25, 25-23        |
| 12 juni 2018 PalaSele, Eboli Speltid: 1h:07 - Åskådare: 1 920 | Italien   | 3 - 0 | Thailand  | 25-11, 25-17, 25-15               |
| 13 juni 2018 PalaSele, Eboli Speltid: 1h:57 - Åskådare: 850   | Brasilien | 3 - 1 | Thailand  | 25-16, 25-22, 18-25, 25-13        |
| 13 juni 2018 PalaSele, Eboli Speltid: 1h:18 - Åskådare: 2 200 | Italien   | 3 - 0 | Belgien   | 25-22, 25-18, 25-19               |
| 14 juni 2018 PalaSele, Eboli Speltid: 2h:00 - Åskådare: 1 700 | Belgien   | 3 - 1 | Thailand  | 26-24, 23-25, 25-20, 25-21        |
| 14 juni 2018 PalaSele, Eboli Speltid: 2h:18 - Åskådare: 6 000 | Italien   | 3 - 2 | Brasilien | 22-25, 25-20, 17-25, 25-19, 15-12 |

##### Grupp 20
| 12 juni 2018 Estadio Santa Fe, Santa Fe Speltid: 1h:54 - Åskådare: 1 900 | Serbien   | 3 - 1 | USA      | 30-28, 23-25, 25-20, 25-18 |
| 12 juni 2018 Estadio Santa Fe, Santa Fe Speltid: 1h:21 - Åskådare: 3 800 | Argentina | 3 - 0 | Sydkorea | 25-18, 26-24, 25-21        |
| 13 juni 2018 Estadio Santa Fe, Santa Fe Speltid: 1h:18 - Åskådare: 1 800 | Sydkorea  | 0 - 3 | USA      | 13-25, 23-25, 19-25        |
| 13 juni 2018 Estadio Santa Fe, Santa Fe Speltid: 1h:22 - Åskådare: 4 100 | Argentina | 0 - 3 | Serbien  | 27-29, 13-25, 16-25        |
| 14 juni 2018 Estadio Santa Fe, Santa Fe Speltid: 1h:15 - Åskådare: 2 400 | Sydkorea  | 0 - 3 | Serbien  | 17-25, 20-25, 11-25        |
| 14 juni 2018 Estadio Santa Fe, Santa Fe Speltid: 1h:06 - Åskådare: 5 000 | Argentina | 0 - 3 | USA      | 15-25, 14-25, 15-25        |

#### Sluttabell
| Pos. | Lag                     | Pt | M  | V  | F  | SV | SF | Kvot  | PV    | PF    | Kvot  |
| ---- | ----------------------- | -- | -- | -- | -- | -- | -- | ----- | ----- | ----- | ----- |
| 1    | USA                     | 40 | 15 | 13 | 2  | 42 | 8  | 5.250 | 1 227 | 997   | 1.230 |
| 2    | Serbien                 | 37 | 15 | 12 | 3  | 41 | 15 | 2.733 | 1 324 | 1 141 | 1.160 |
| 3    | Brasilien               | 35 | 15 | 12 | 3  | 40 | 20 | 2.000 | 1 376 | 1 229 | 1.119 |
| 4    | Nederländerna           | 34 | 15 | 12 | 3  | 39 | 18 | 2.166 | 1 327 | 1 176 | 1.128 |
| 5    | Turkiet                 | 35 | 15 | 11 | 4  | 40 | 19 | 2.105 | 1 351 | 1 244 | 1.086 |
| 6    | Italien                 | 29 | 15 | 10 | 5  | 34 | 22 | 1.545 | 1 230 | 1 136 | 1.082 |
| 7    | Ryssland                | 23 | 15 | 8  | 7  | 26 | 29 | 0.896 | 1 194 | 1 198 | 0.996 |
| 8    | Polen                   | 22 | 15 | 8  | 7  | 29 | 29 | 1.000 | 1 298 | 1 211 | 1.071 |
| 9    | Kina                    | 22 | 15 | 7  | 8  | 29 | 27 | 1.074 | 1 237 | 1 178 | 1.050 |
| 10   | Japan                   | 20 | 15 | 7  | 8  | 27 | 31 | 0.870 | 1 209 | 1 273 | 0.949 |
| 11   | Tyskland                | 15 | 15 | 5  | 10 | 23 | 35 | 0.657 | 1 220 | 1 315 | 0.927 |
| 12   | Sydkorea                | 14 | 15 | 5  | 10 | 16 | 34 | 0.470 | 1 022 | 1 141 | 0.895 |
| 13   | Belgien                 | 12 | 15 | 4  | 11 | 18 | 36 | 0.500 | 1 115 | 1 250 | 0.892 |
| 14   | Dominikanska republiken | 12 | 15 | 3  | 12 | 17 | 37 | 0.459 | 1 072 | 1 245 | 0.861 |
| 15   | Thailand                | 7  | 15 | 2  | 13 | 17 | 41 | 0.414 | 1 218 | 1 355 | 0.898 |
| 16   | Argentina               | 3  | 15 | 1  | 14 | 5  | 42 | 0.119 | 830   | 1 161 | 0.714 |

| Kvalificerade för slutspel | Nedflyttad |

### Slutspelsfasen

#### Gruppspelsfasen
| Grupp A       | Grupp B |
| ------------- | ------- |
| Brasilien     | Serbien |
| Kina          | USA     |
| Nederländerna | Turkiet |

##### Grupp A

###### Resultat
| 27 juni 2018 Nanjing Olympic Sports Center Gymnasium, Nanjing Speltid: 1h:54 - Åskådare: 6 800 | Kina      | 3 - 1 | Nederländerna | 20-25, 25-21, 25-22, 25-18 |
| 28 juni 2018 Nanjing Olympic Sports Center Gymnasium, Nanjing Speltid: 1h:21 - Åskådare: 2 600 | Brasilien | 3 - 0 | Nederländerna | 25-16, 25-17, 25-23        |
| 29 juni 2018 Nanjing Olympic Sports Center Gymnasium, Nanjing Speltid: 1h:33 - Åskådare: 8 800 | Kina      | 0 - 3 | Brasilien     | 20-25, 22-25, 22-25        |

###### Sluttabell
| Pos. | Lag           | Pt | M | V | F | SV | SF | Kvot  | PV  | PF  | Kvot  |
| ---- | ------------- | -- | - | - | - | -- | -- | ----- | --- | --- | ----- |
| 1    | Brasilien     | 6  | 2 | 2 | 0 | 6  | 0  | MAX   | 150 | 120 | 1.250 |
| 2    | Kina          | 3  | 2 | 1 | 1 | 3  | 4  | 0.750 | 159 | 161 | 0.987 |
| 3    | Nederländerna | 0  | 2 | 0 | 2 | 1  | 6  | 0.166 | 142 | 170 | 0.835 |

##### Grupp B

###### Resultat
| 27 juni 2018 Nanjing Olympic Sports Center Gymnasium, Nanjing Speltid: 2h:07 - Åskådare: 1 200 | USA     | 3 - 2 | Turkiet | 17-25, 21-25, 25-21, 25-15, 15-11 |
| 28 juni 2018 Nanjing Olympic Sports Center Gymnasium, Nanjing Speltid: 2h:10 - Åskådare: 1 800 | Serbien | 2 - 3 | Turkiet | 25-20, 21-25, 18-25, 25-19, 14-16 |
| 29 juni 2018 Nanjing Olympic Sports Center Gymnasium, Nanjing Speltid: 1h:32 - Åskådare: 2 500 | USA     | 3 - 0 | Serbien | 29-27, 25-22, 25-19               |

###### Sluttabell
| Pos. | Lag     | Pt | M | V | F | SV | SF | Kvot  | PV  | PF  | Kvot  |
| ---- | ------- | -- | - | - | - | -- | -- | ----- | --- | --- | ----- |
| 1    | USA     | 5  | 2 | 2 | 0 | 6  | 2  | 3.000 | 182 | 165 | 1.103 |
| 2    | Turkiet | 3  | 2 | 1 | 1 | 5  | 5  | 1.000 | 202 | 206 | 0.980 |
| 3    | Serbien | 1  | 2 | 0 | 2 | 2  | 6  | 0.333 | 171 | 184 | 0.929 |

#### Final Four
|  | Semifinaler | Semifinaler |     |         | Final               | Final               |  |
|  |             |             |     |         |                     |                     |  |
|  | Brasilien   | 0           |     |         |                     |                     |  |
|  | Brasilien   | 0           |     |         |                     |                     |  |
|  | Turkiet     | 3           |     |         |                     |                     |  |
|  | Turkiet     | 3           |     | Turkiet | 2                   |                     |  |
|  |             |             |     | Turkiet | 2                   |                     |  |
|  |             |             | USA | 3       |                     |                     |  |
|  | USA         | 3           | USA | 3       |                     |                     |  |
|  | USA         | 3           |     |         |                     |                     |  |
|  | Kina        | 1           |     |         | Match om tredjepris | Match om tredjepris |  |
|  | Kina        | 1           |     |         |                     |                     |  |
|  |             |             |     |         |                     |                     |  |
|  |             |             |     |         | Brasilien           | 0                   |  |
|  |             |             |     |         | Brasilien           | 0                   |  |
|  |             |             |     |         | Kina                | 3                   |  |

##### Semifinaler
| 30 juni 2018 Nanjing Olympic Sports Center Gymnasium, Nanjing Speltid: 1h:32 - Åskådare: 2 500 | Brasilien | 0 - 3 | Turkiet | 23-25, 23-25, 22-25        |
| 30 juni 2018 Nanjing Olympic Sports Center Gymnasium, Nanjing Speltid: 1h:52 - Åskådare: 5 500 | USA       | 3 - 1 | Kina    | 25-23, 25-20, 18-25, 25-18 |

##### Match om tredjepris
| 1 juli 2018 Nanjing Olympic Sports Center Gymnasium, Nanjing Speltid: 1h:27 - Åskådare: 3 400 | Brasilien | 0 - 3 | Kina | 18-25, 18-25, 22-25 |

##### Final
| 1 juli 2018 Nanjing Olympic Sports Center Gymnasium, Nanjing Speltid: 2h:06 - Åskådare: 3 500 | Turkiet | 2 - 3 | USA | 25-17, 22-25, 28-26, 15-25, 7-15 |

## Slutplaceringar
| Pos | Lag                     |
| --- | ----------------------- |
|     | USA                     |
|     | Turkiet                 |
|     | Kina                    |
| 4   | Brasilien               |
| 5   | Nederländerna           |
| 5   | Serbien                 |
| 7   | Italien                 |
| 8   | Ryssland                |
| 9   | Polen                   |
| 10  | Japan                   |
| 11  | Tyskland                |
| 12  | Sydkorea                |
| 13  | Belgien                 |
| 14  | Dominikanska republiken |
| 15  | Thailand                |
| 16  | Argentina               |

## Individuella utmärkelser
| Utmärkelse              | Namn             | Lag       |
| ----------------------- | ---------------- | --------- |
| Mest värdefulla spelare | Michelle Bartsch | USA       |
| Bästa passare           | Cansu Özbay      | Turkiet   |
| Bästa högerspiker       | Tandara Caixeta  | Brasilien |
| Bästa vänsterspiker     | Michelle Bartsch | USA       |
| Bästa vänsterspiker     | Zhu Ting         | Kina      |
| Bästa center            | TeTori Dixon     | USA       |
| Bästa center            | Eda Erdem        | Turkiet   |
| Bästa libero            | Suelen Pinto     | Brasilien |